# Glavotok
Glavotok (ook bekend onder de Duitse naam Sankt Maria) is een plaats in de gemeente Krk op het gelijknamige eiland in Kroatië.
Het heeft een kleine haven en een kerk met klooster waar elk jaar een groot feest wordt gevierd op 15 augustus: Maria-Tenhemelopneming.

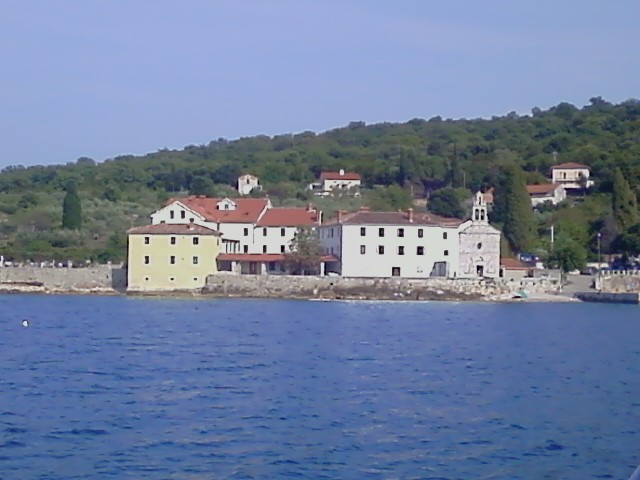
Franciscaner klooster in Glavotok.